# Általános választójog

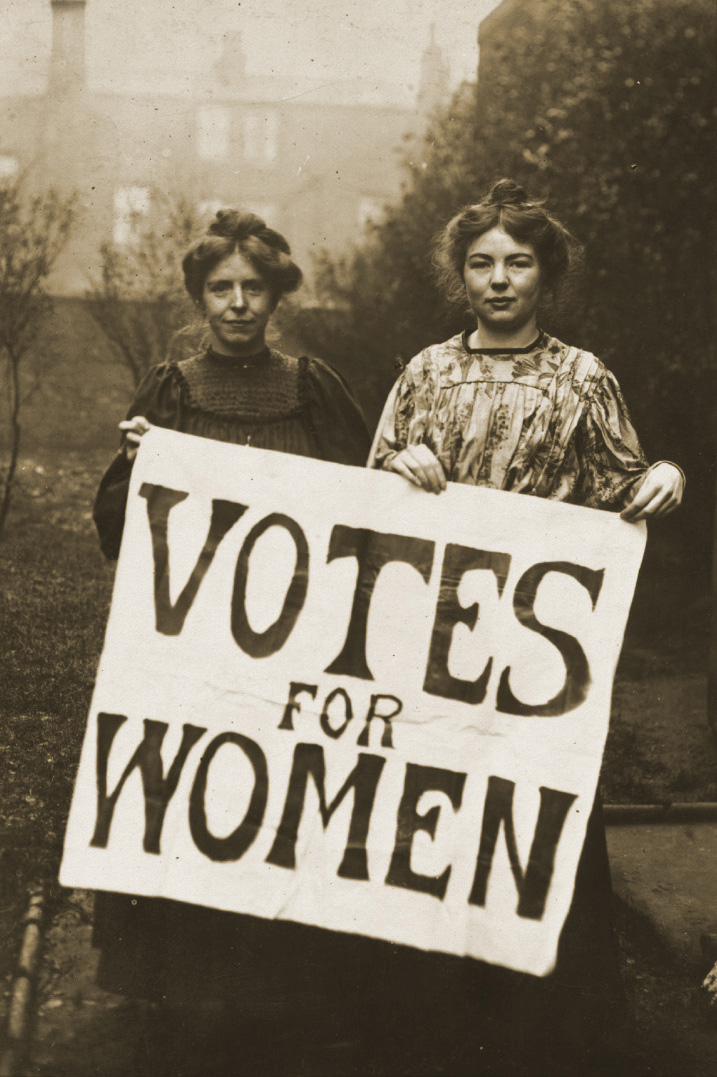
A nők választójogáért kampányolók 1908 körül

Az általános választójog a választójog kiterjesztését jelenti minden felnőttre, rasszra, nemre, vallásra, képzettségre és gazdasági helyzetre való tekintet nélkül. Kizáró okokról az alkotmány maga rendelkezik (pl. elítélt bűnözők és mentálisan nem beszámíthatók).

## Története
1869-ben Wyoming szavazati jogot adott a nőknek, és így a női szavazati jog megadásában első államként szerepel.
Az általános választójogra épülő népképviseleti parlamentek teljességükben csak a XX. század '20-as, '30-as éveiben váltak általánossá még a fejlettebb országokban is. Sőt, az utolsó nagy áttörés, a választójog nőkre történő kiterjesztése még a példaadónak tekintett nyugati demokráciákban is csak a XX. század második felében ment végbe. Franciaországban, Olaszországban 1949-ben, Ausztráliában 1967-ben, Svájcban 1971-ben kaptak választójogot a nők, illetve választhattak a férfiakkal azonos feltételek között. Amíg tehát az aktív és passzív választójog nem vált kiterjedtté, a népesség jelentős részét kizárták a hatalom közvetlen gyakorlásából.

## Választójog kiterjesztésének kritikája
A 19. században a konzervativizmus és a klasszikus liberalizmus által egyaránt helyeselt műveltségi és vagyoni cenzus a későbbiekben fokozatosan megszűnt, az első világháború után Európa legtöbb országában bevezették az egyenlő, általános választójogot. A konzervatív politikai elit, mint a két világháború közötti Magyar Királyság vezetőrétege úgy vélte, hogy a választójog kiterjesztése a politikailag tájékozatlan néprétegek előretörésével és komoly belpolitikai krízissel járhat. Teleki Pál szerint „[…] a tekintély elvét, mint önként értetődőt ne önkényként alkalmazzuk, de úgy, hogy ne a számszerűség döntsön a kérdésekben, hanem az arra hivatott és arra jogosult tekintély – tehát nem numerantur, hanem ponderantur – és pedig vélemények és ellenvélemények meghallgatása után, megfontoltan és alaposan.”